# Хоріямб
Хоріямб (грец. χορίαμβος) — в античній метриці складна шестискладна стопа, що складається з хорея і ямба. У силабічній системі хоріямбом називається випадок, коли в ямбічному вірші (переважно чотиристопному) в першій стопі з двох суміжних стоп словесний наголос падає на перший склад, а у наступній стопі — на другий склад (—UU—).
Приклад:
Надія вмерла, вмер і жаль,
Не ятриться глибока рана,
Зо мною лиш моя печаль — : Ти, незрадлива Біла Панна
(С. Черкасенко).
В наступному прикладі перший і третій верси складаються із двох хореїчних стоп та однієї ямбічної:

Наче крапля дощу

в захололій сніжинці

вмерла крапля плачу

в недолюбленій жінці.

(Надія Степула)